# أييا ترياس (فيوتيا)
أييا ترياس (باليونانية: Αγία Τριάς)‏ هي قرية في بيوتيا في إقليم وسط اليونان في اليونان.
يبلغ عدد سكانها حوالي 979 نسمة.